# ویل آو گلامورگن
ویل آو گلامورگن (به انگلیسی: Vale of Glamorgan) یک شهرستان در ولز است. ویل آو گلامورگن ۳۳۵ کیلومتر مربع مساحت دارد.

## خواهرخوانده
شهر Fécamp خواهرخواندهٔ ویل آو گلامورگن هست.